# Lucybell (álbum)
Lucybell es el tercer álbum de estudio del grupo musical de rock chileno Lucybell. El álbum fue lanzado en noviembre de 1998 en Chile y posteriormente al resto de Latinoamérica. Consistiendo de canciones con secciones rítmicas alternando entre sonidos acústicos y más experimentales, fue el último álbum de estudio como cuarteto, tras el alejamiento de Marcelo Muñoz y Gabriel Vigliensoni de la agrupación en septiembre de 1999.
Además, el también llamado «disco rojo» es el último álbum de estudio publicado bajo el alero de la compañía discográfica EMI Odeón Chilena, donde la banda se hizo cargo del presupuesto del material grabado.

## Grabación
Tras el éxito cosechado con el álbum Viajar, que incluyó una gira extensa de dos años apoyado por sus participaciones en distintos festivales sudamericanos, la exposición de sus vídeos musicales en MTV y su show en Viña '98, la banda se instaló en una casona en el Barrio Bellavista de Santiago, nombrándolo como el estudio “Portátil”. De manera retrospectiva, los miembros comentan haber tenido poco tiempo de descanso luego de la gira y con un exceso de burnout. Al momento de empezar la producción, se decidió prescindir de la ayuda de Mario Breuer, productor discográfico de los dos primeros álbumes de estudio de la banda. En su reemplazo, el mismo grupo tomó el control creativo de las grabaciones, apoyados por el ingeniero en sonido Óscar López.
La grabación del álbum homónimo duró cuatro meses, mientras los miembros de la banda citaban falta de ideas para las canciones, recurriendo a grabaciones previas a Peces, como «Caballos de histeria» y «Sólo soy un adicto». Posteriormente el álbum fue mezclado en los estudios de grabación “El Pie”, en Buenos Aires, Argentina y masterizado en los estudios de grabación Abbey Road en Londres, Reino Unido, por el ingeniero en sonido Chris Blair.

## Lanzamiento
El álbum tuvo una fría recepción por parte de la crítica y del público, a pesar de que el grupo considerara el álbum como una obra que les permitió "afinar su sonido". Lucybell no logró grandes ventas (pese a obtener un disco de oro en Chile) ni tampoco la difusión radial esperada.
Los distintos puntos de vista internos que surgieron durante la grabación del álbum terminaron por gatillar la salida de Marcelo Muñoz y Gabriel Vigliensoni en septiembre de 1999. La salida de los dos integrantes y la baja en ventas pusieron en una situación incómoda al grupo y a EMI Odeón Chilena, por lo cual finalmente el grupo decidió firmar contrato con Warner Music Chile para la producción de su siguiente álbum.

## Lista de canciones
| N.º   | Título                 | Duración |  |
| 1.    | «Flotar es caer»       | 6:13     |  |
| 2.    | «Caballos de histeria» | 4:44     |  |
| 3.    | «Rojo eterno»          | 5:30     |  |
| 4.    | «Mírate en mí»         | 4:18     |  |
| 5.    | «Intento no marearme»  | 7:21     |  |
| 6.    | «Dame calma»           | 6:29     |  |
| 7.    | «Sembrando en el mar»  | 3:51     |  |
| 8.    | «Sólo soy un adicto»   | 3:29     |  |
| 9.    | «En mil años»          | 4:05     |  |
| 10.   | «No naceré»            | 3:57     |  |
| 50:01 |                        |          |  |

## Personal
Adaptados de las líneas internas del álbum.
Lucybell – producción, grabación, mezcla.
- Claudio Valenzuela – voz, guitarra.
- Marcelo Muñoz – bajo.
- Gabriel Vigliensoni – teclados.
- Francisco González – batería, secuencias.

Producción y apoyo
- Óscar López – producción, grabación, mezcla.
- Pablo Rodríguez – producción ejecutiva.
- Chris Blair – Masterización.
- Sebastián Perkal – Asistente.
- Gaspar Domínguez – A&R.
- Gonzalo Donoso – fotografía.
- Carlos Moena – fotografía.
- Javier Pañella – diseño gráfico.